# Північне Приладожжя

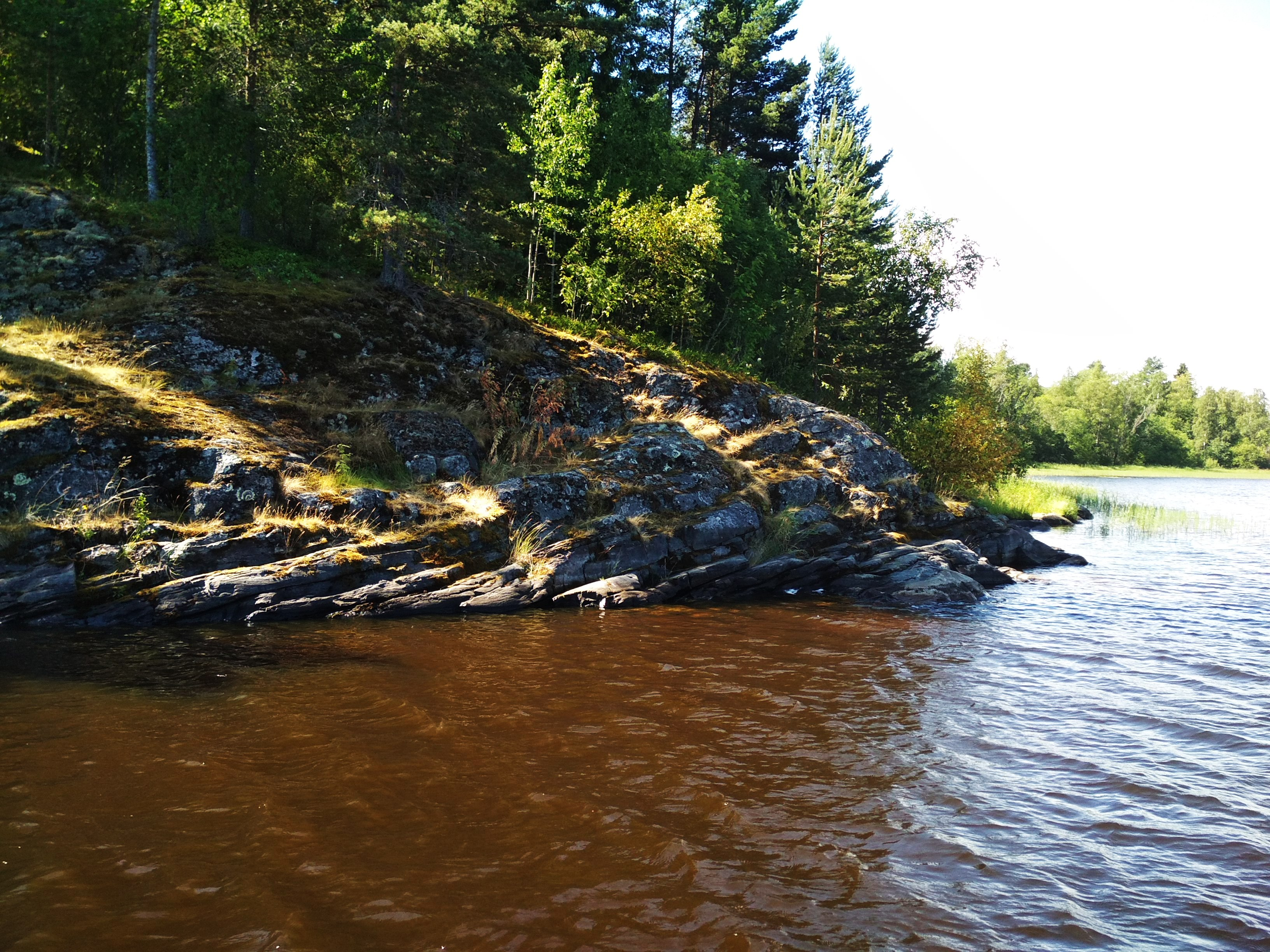
Шхерні ландшафти Північного Приладдя (острів Рієккалансаарі)

Північне Приладожжя, або Ладозька Карелія (фін. Laatokan Karjala Лаатокан Карьяла) — природно-історичний регіон, в даний час обмежений з півдня берегом Ладозького озера, адміністративним кордоном Ленінградської області та Республіки Карелії на заході, російсько-фінляндським кордоном на півночі, і умовною лінією старого радянсько-фінського кордону сході.
Регіон має своєрідні, які від суміжних територій ландшафти (зокрема — повністю включає т.д. н. шхерний район Ладозького озера) та унікальну історичну долю. На відміну від свого південно-західного сусіда — Карельського перешийка, Північне Приладожжя в основному досі зберігає найдавнішу карельську топоніміку, хоч і фінізацію і слов'янізацію.

## Історія
Північне Приладдя стає відомим як єдиний регіон з Карельським перешийком як старовинна територія розселення літописного племені корела. Саме звідси зі своєї корінної території древні карели розселялися в північному напрямку до Лапландії та сучасної Карелії. Тут же розташовується найдавніший комплекс оборонних споруд стародавніх карел раннього Середньовіччя, найвідоміші споруди якого розташовані в районі сучасних населених пунктів Куркієкі (гора Ліннамякі) та Сортавала (городище Паасо).

Корельська земля у XIV-XV ст.

Після поділу території Корельської землі між Шведським королівством і Великим Новгородом за Ореховецьким договором 1323 Північне Приладдя відходить до Новгорода.
На території регіону розташовуються цвинтарі Корельської землі (з кінця XV століття — Корельського повіту) Водської пятини: Кирьязький, Сердобольський, Іломанський, Солом'янський. Через близьке сусідство зі шведськими землями населення цвинтарів часто піддається грабежам та розбою.
З XVII століття Північне Приладдя відходить у володіння Шведського королівства і на сто років стає частиною Кексгольмського льону. За цей час православне карельське населення майже повністю залишає регіон, а на його місце приходять фіни-лютерани з центральних областей герцогства Фінляндського Шведського королівства. Регіон втрачає свою етнічну та релігійну самобутність.
Після закінчення Північної війни Приладожжя поряд з іншими шведськими володіннями знову відходить до Росії, де стає частиною Виборзької губернії спочатку безпосередньо у складі Російської імперії, а з 1811) у складі Великого князівства Фінляндського Російської імперії. У 1917 році Фінляндія отримує незалежність, і Північне Приладдя стає для Радянської Росії закордонною територією. Ці зміни не вплинули на етнічний та релігійний склад населення регіону.
У ході Зимової війни фінське населення Північного Приладожжя, що відійшло до СРСР, було евакуйовано Фінляндії.
З 1940 року Північне Приладдя адміністративно належить до Карело-Фінської РСР.
У 1942 році, після зайняття цих територій фінськими військами в ході Радянсько-фінської війни 1941—1944 р.р. («війни-продовження»), фінське населення тимчасово повертається, а 1944 року, після звільнення території радянськими військами, повертається до Фінляндії. З цього часу населення регіону становлять переселенці із районів РРФСР та інших союзних республік.
З 1956 року Північне Приладдя адміністративно належить до Карельської АРСР.

## Географія
Розташування Північного Приладдя на південно-західному краю Балтійського щита визначає наявність у ландшафті скельних виходів різних порід (в основному гранітів), так званих баранячих лобів. Пересіченість місцевості, однак, не дуже велика, найвища точка регіону — гора Петсевара на Півночі від Сортавали висотою всього 187 метрів. Ліс характерний для пояса південної тайги, переважно представлені хвойні породи: сосна, ялина. Південь регіону представляє протяжний берег одного з найбільших прісноводних озер світу, порізаний затоками та островами, це так звані Ладозькі шхери, унікальні своїми ландшафтами, рослинним та тваринним світом. Наявність невеликих, але різких перепадів висот утворює біля Приладожья велика кількість водоспадів на річках і струмках. Одні з найвідоміших водоспадів — Рускеальські на річці Тохмайокі, де знімався фільм "А зорі тут тихі".

## Сучасність
Зараз Північне Приладожжя знаходиться у складі Республіки Карелія, Російська Федерація, і поділено на чотири райони: Лахденпохський, Сортавальський, Суоярвський та Піткярантський. Завдяки насиченому історичному минулому та унікальній природі воно має великий туристичний потенціал. У місті Сортавала працює Музей Північного Приладожжя, а з 2008 року щокварталу випускається міський альманах «Сердобіль», в якому публікуються статті на краєзнавчу тематику.